# Новосёлов, Юрий Анатольевич
Юрий Анатольевич Новосёлов (род. 1934) — российский учёный в области экономико-математического моделирования в аграрном секторе, член-корреспондент РАСХН (1995), член-корреспондент РАН (2014).

## Биография
Родился 12 сентября 1934 года в селе Тогул Алтайского края в семье служащего.
После окончания Горно-Алтайского зооветтехникума работал секретарём Горно-Алтайского горкома комсомола, затем первым секретарём Эликманарского райкома ВЛКСМ, заведующим отделом Горно-Алтайского обкома ВЛКСМ. Окончил Алтайский СХИ (1963).
- 1963—1967 консультант Горно-Алтайского обкома КПСС;
- 1967—1973 заведующий отделом, заместитель директора Сибирского НИИ животноводства;
- 1973—1975 заместитель директора Сибирского НИИ сельского хозяйства;
- 1975—1991 заместитель председателя Сибирского отделения ВАСХНИЛ;
- 1991—1994 директор научного центра Агропрогресс;
- 1994—1995 заместитель главы администрации Новосибирской области.

С 1995 года — в Сибирском университете потребительской кооперации:
- 1995—2000 заведующий кафедрой статистики и экономического прогнозирования;
- 2000—2002 проректор по информационным технологиям;
- с 2002 директор НИИ теоретических и прикладных проблем кооперации, проректор по научной работе.

Доктор экономических наук (1988), профессор (2000), член-корреспондент РАСХН (1995), член-корреспондент РАН (2014).
Специалист в области экономико-математического моделирования, информационных технологий в управлении и образовательной деятельности АПК.
Награждён орденом «Знак Почёта» (1979), 4 медалями.
Опубликовал около 200 научных трудов. Соавтор книги:
- Математические методы агроинформатики / соавт.: В. Н. Елкина, Н. Г. Загоруйко; АН СССР. Сиб. отд-ние. Ин-т математики. — Новосибирск, 1987. — 202 с.